# Édifice du lycée de garçons de Vologda
L'ancien lycée de garçons de Vologda est un édifice néoclassique de la fin du XVIIIe siècle situé à Vologda dans le nord-ouest de la Russie. Il se trouve rue Galkine et il est classé comme monument du patrimoine architectural d'importance régionale. Ancien lycée de garçons à l'époque impériale, il abrite aujourd'hui des salles de cours de l'université d'État de Vologda.

## Histoire
Cet édifice du lycée est, depuis la fin du XVIIIe siècle, l'une des structures qui encadrent la place Paradnaïa (place d'honneur, dans les années de l'URSS : place Sovietskaïa ou place Soviétique, aujourd'hui: place Kirov) de Vologda. Cette structure a été reconstruite plusieurs fois dans toute l'histoire de son existence et a survécu jusqu'à ce jour sous une forme agrandie modifiée.
La construction de ce grand édifice classique débute en 1781. À partir de 1785, tous les travaux de construction du bâtiment sont réalisés sous la supervision du premier architecte provincial de Vologda, Piotr Bortnikov2. L'organisation de la charité publique en est le premier propriétaire. Le long de la rue Bolchaïa Petrovka (aujourd'hui rue Galkine), on installe dans une aile de l'édifice, un asile pour personnes âgées et handicapées (foyer hospitalier) et une infirmerie. En 1786, on installe l'école publique principale dans l'autre aile, le long de la place Paradnaïa.
En 1804, l'édifice est remanié pour y installer le lycée de garçons de la ville (gymnasium ou gymnase en russe, calqué à l'époque sur le système allemand). En 1821, il passe au ministère des affaires spirituelles et de l'instruction publique. Il dépend d'abord du district académique de Moscou et après 1824 de celui de Saint-Pétersbourg.
De 1837 à 1918, il y avait à un des angles la chapelle du lycée placée sous le vocable du Saint Esprit.
À l'époque de l'URSS, l'édifice a abrité une école professionnelle, puis une école secondaire et enfin un institut vétérinaire. Pendant la Grande Guerre patriotique, on y avait installé l'hôpital militaire n° 1184 évacué et après la guerre on y soignait les anciens combattants. En 1953, cela devient une clinique régionale qui déménage onze ans plus tard rue Letchebnaïa (rue Thérapeutique).

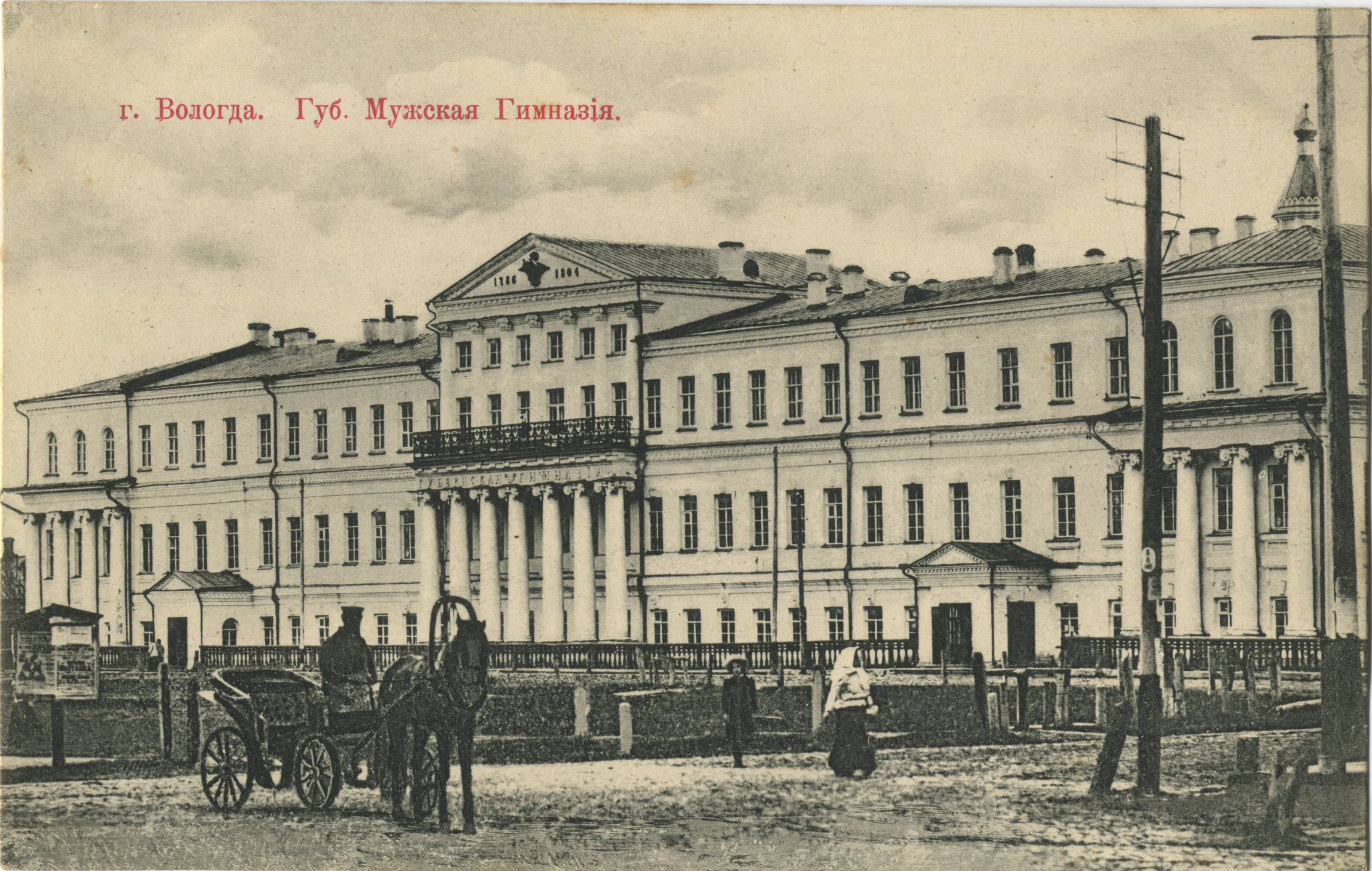
Vue de l'édifice vers 1900.

L'on construit l'aile Est dans les années 1960. Elle abrite depuis la fin des années 1990 la bibliothèque universitaire et dispose d'une entrée indépendante.

## Architecture
L'édifice prend son aspect actuel au début du XXe siècle. Il est construit en briques et comprend un rez-de-chaussée et deux étages en Ukraine avec un décor en stuc, le tout de style néoclassique.
Une mezzanine à fronton triangulaire à la grecque soutenu par un portique de sept demi-colonnes complète la partie centrale de la façade principale. Le portique central à sept colonnes d'ordre ionique aux chapiteaux de pierre blanche, portant un balcon à barreaux métalliques situé au niveau du deuxième étage, constitue le décor de la façade de l'édifice. Les portiques tétrastyles sont situés à droite et à gauche symétriquement par rapport au portique central. De fausses clefs de voûte ornent les baies rectangulaires du premier et du deuxième étage de la façade principale ; les fenêtres latérales en plein cintre sont ornées d'architraves finement profilées. Il y a des clés de voûte avec des masques de lion sur certaines des fenêtres du rez-de-chaussée.
Initialement, une image en relief d'aigle à deux têtes était placée dans le fronton, maintenant il y a un relief avec les armoiries de l'URSS de 1923-1936.

## Aujourd'hui
Il est inscrit au patrimoine architectural en 1960. Il est restauré en 1965-1966, puis on y installe une faculté de technique devenue en 1975 l'institut polytechnique de Vologda et en 1999 l'université technique d'État de Vologda et depuis octobre 2013, l'université d'État de Vologda dont c'est aujourd'hui le corpus n° II.

## Source de la traduction
- (ru) Cet article est partiellement ou en totalité issu de l’article de Wikipédia en russe intitulé « Здание Вологодской мужской гимназии » (voir la liste des auteurs).